# Reformierte Kirche Wintersingen

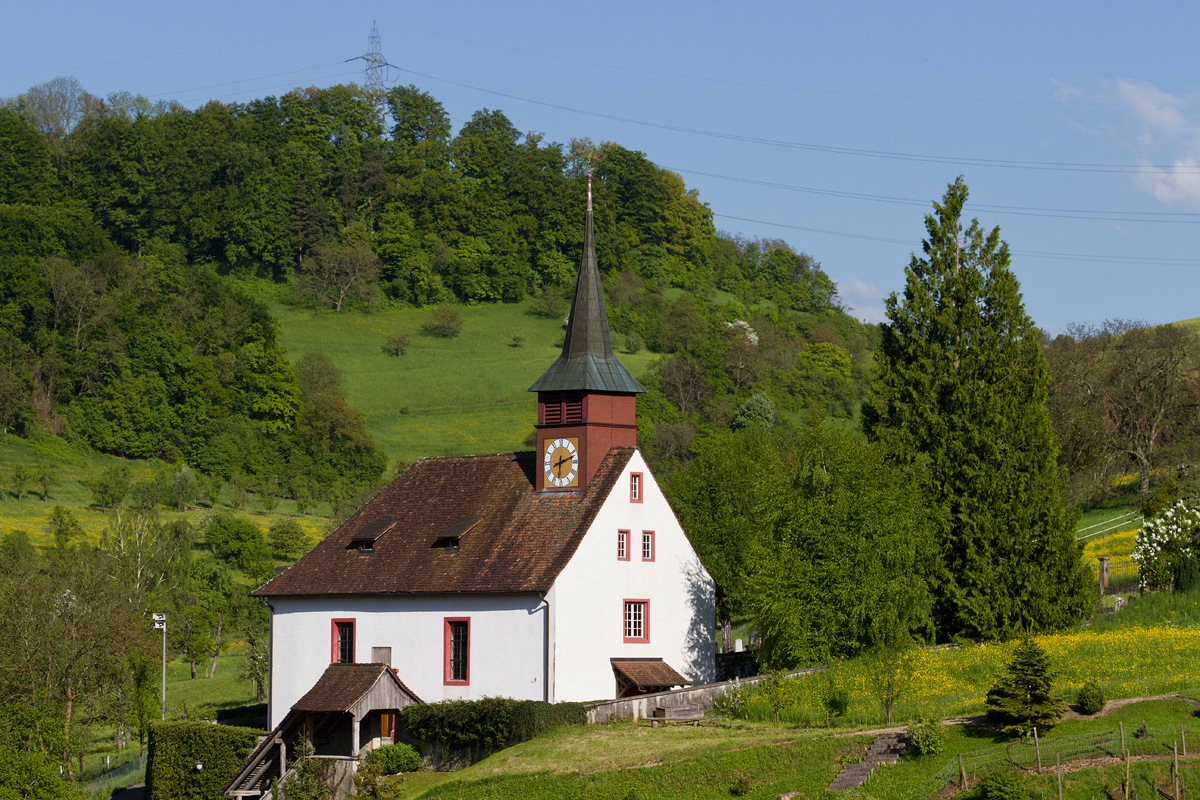
Kirche Wintersingen

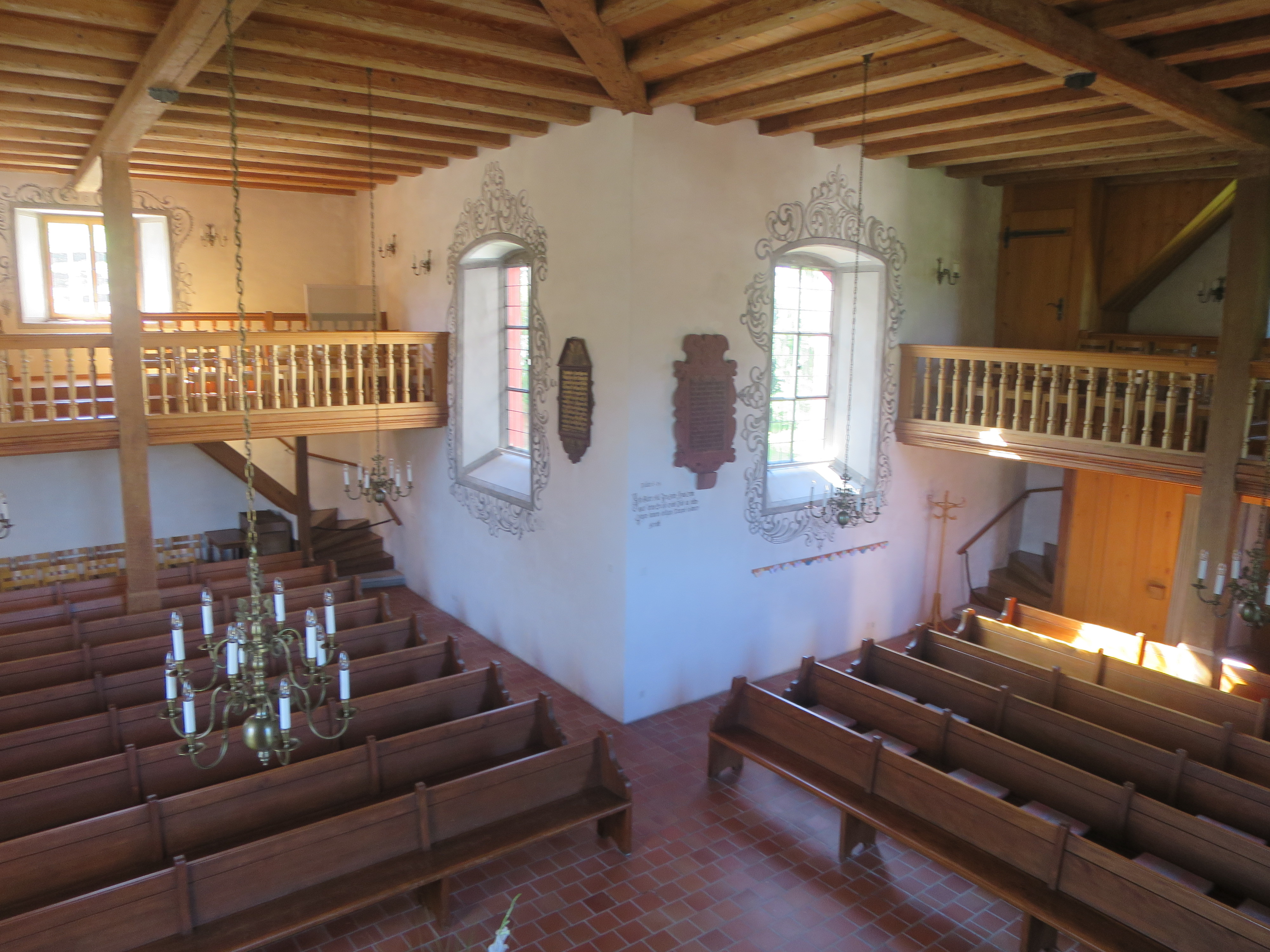
Blick von der Kanzel in die beiden Schiffe

Die Reformierte Kirche Wintersingen ist ein Kirchengebäude der Evangelisch-reformierten Kirche des Kantons Basel-Landschaft in der Gemeinde Wintersingen im Kanton Basel-Landschaft.

## Geschichte
Zusammen mit der reformierten Kirche Binningen von 1673 folgt sie dem ungewöhnlichen Schema der Winkelhakenkirche, hat also zwei rechtwinklig zueinander stehende Kirchenschiffe. Das Schema wurde erstmals bei der Stadtkirche Freudenstadt angewandt. Neben der Möglichkeit der teilweisen Wiederverwendung des alten Kirchenschiffs haben wohl auch liturgische Überlegungen, namentlich das reformierte Prinzip der möglichst optimalen Sicht- und Hördistanz zur Kanzel eine Rolle gespielt haben.
Die Kirche von Wintersingen wurde 1676 von Daniel Hartmann – unter teilweiser Verwendung des Schiffs der Vorgängerkirche inklusive Empore von 1613 – erstellt. Sie verfügt über einen Dachreiter. Zur wertvollen Ausstattung der Kirche gehören die zentrale Kanzel, Gabentisch und Gestühl aus der Bauzeit. Ebenfalls bemerkenswert sind die Balkendecke und die Grisaille-Malereien rund um die Fenster sowie die barocken Epitaphien.

## Galerie

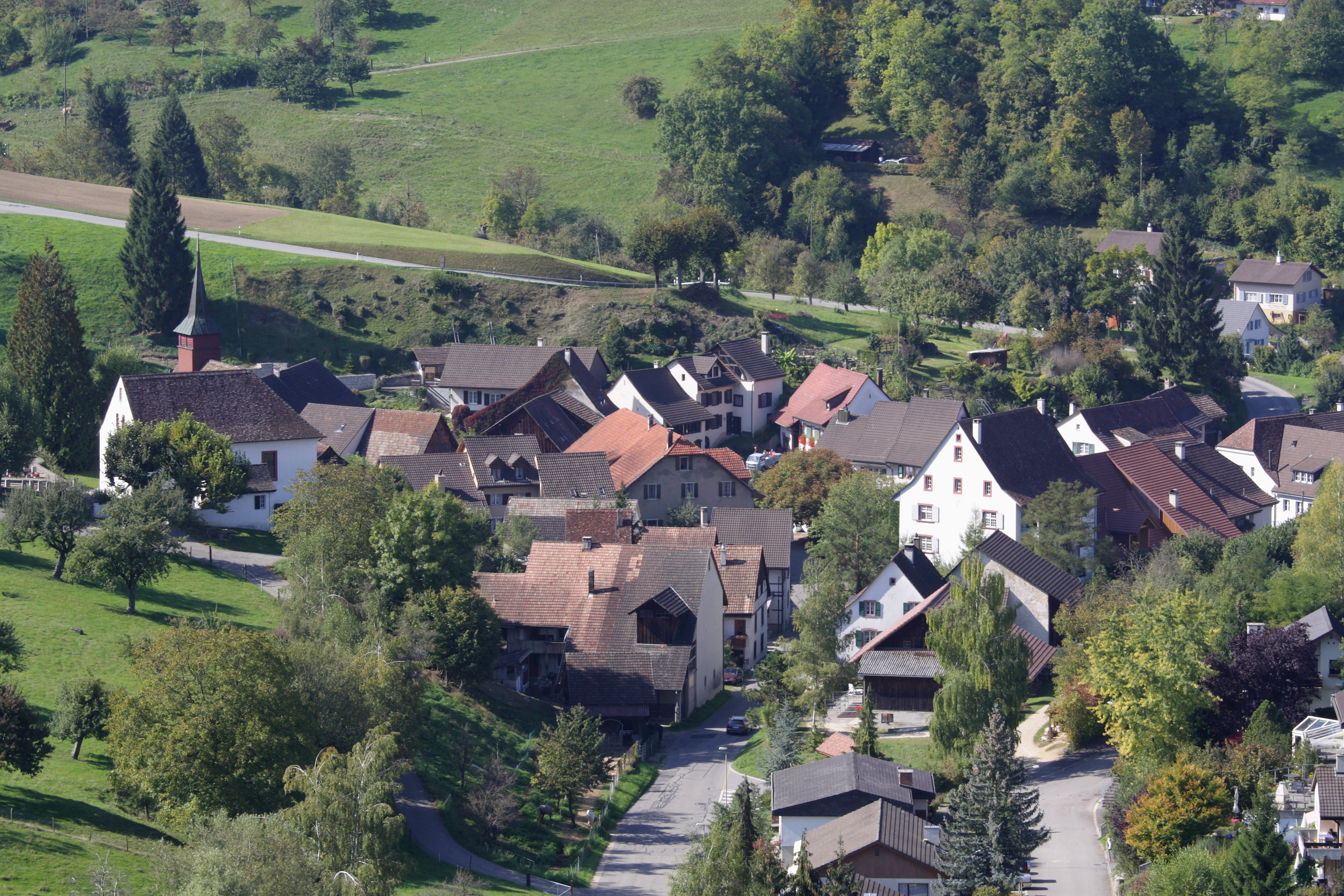
Blick auf das Dorf
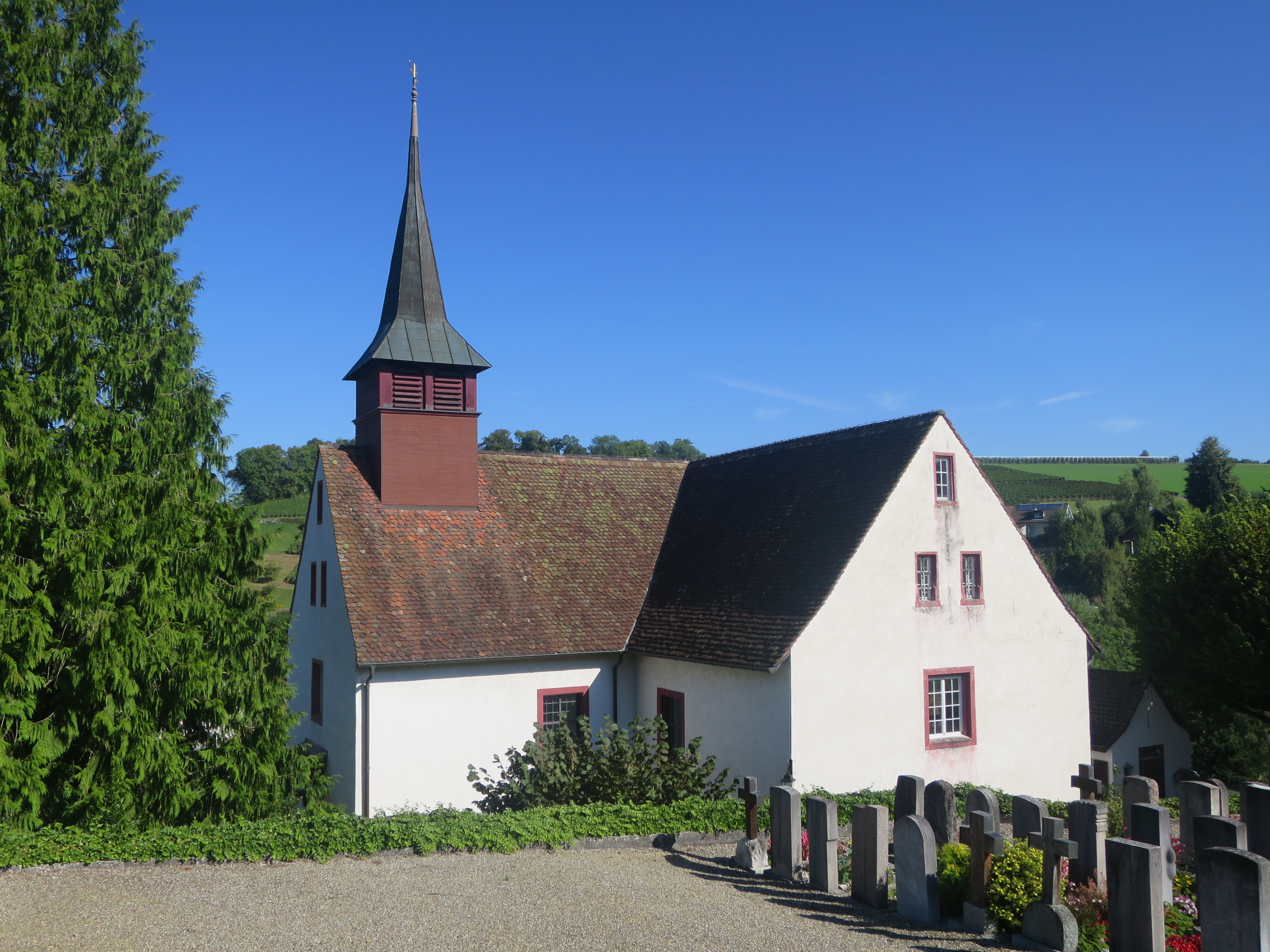
Aussenansicht
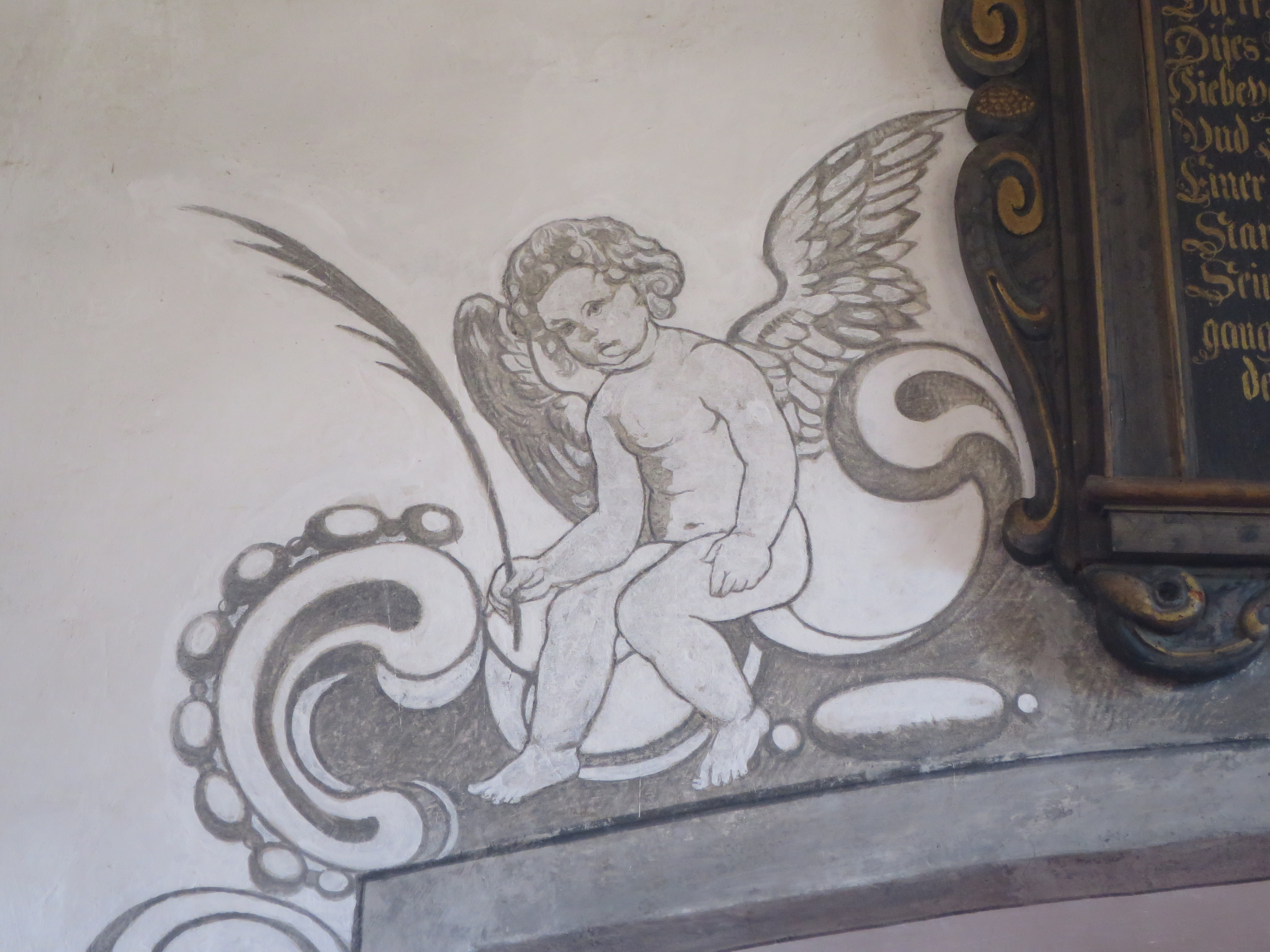
Grisaillemalerei im Ohrmuschelstil
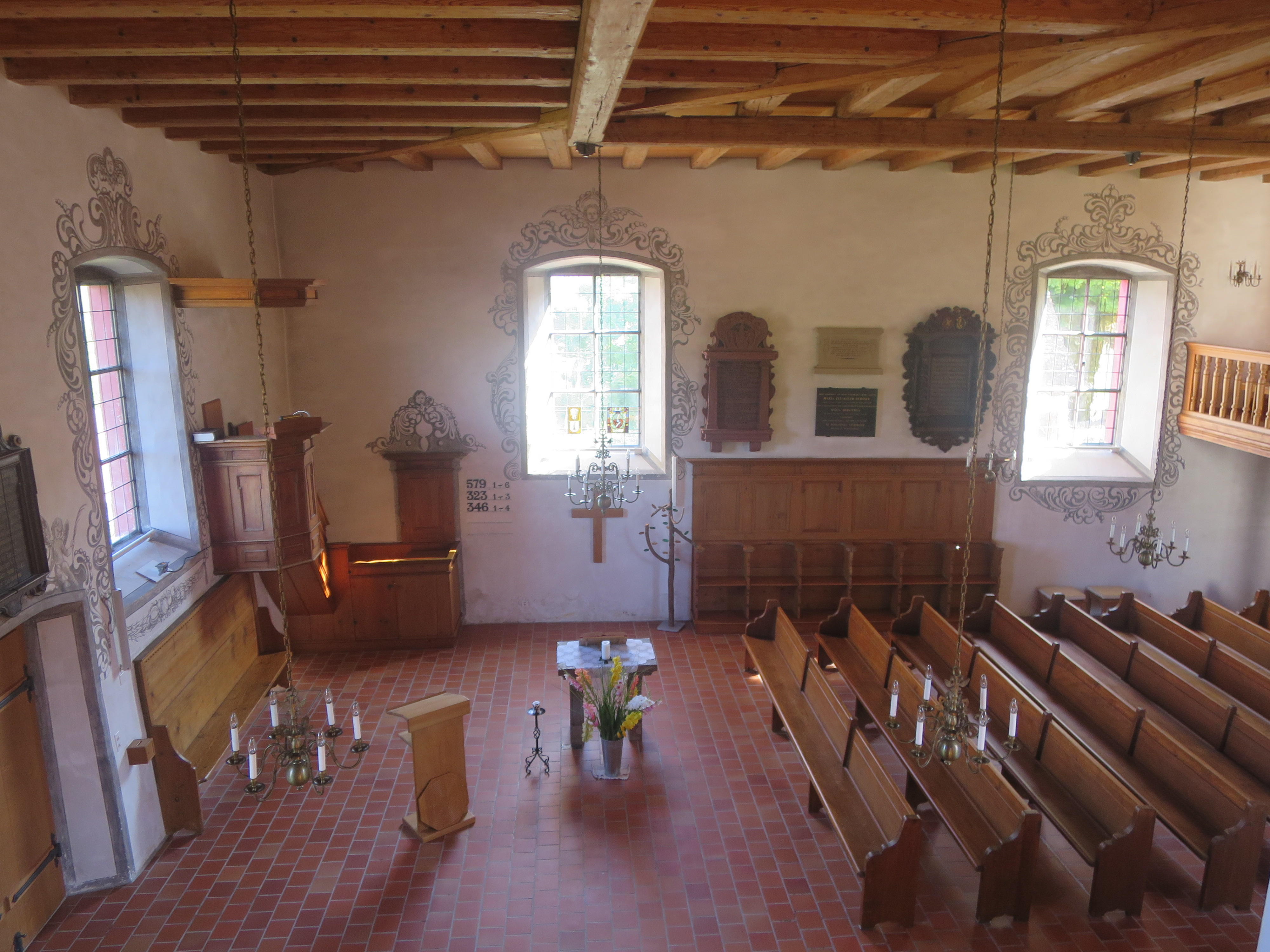
Liturgiezone